# Алексеевка (Кривой Рог)
Алексеевка (укр. Олексіївка) — бывшее село, исторический район города Кривой Рог.

## История
Возникло в 1840-х годах. Название происходит от имени основателя и первого владельца Алексея Романова. В 1850 году село, в котором было 2 двора и 12 жителей (3 мужчины и 9 женщин), а также 300 десятин земли, ферма испанской породы мериносов (100 голов) принадлежали Емельяну Романову.
В 1859 году упоминается как сельцо Романовское. В это время тут насчитывалось 13 дворов и 71 человек населения (34 мужчины и 37 женщин).

## Характеристика
Расположен в Терновском районе города на правом берегу реки Саксагань при балке Червоной. Примыкает с севера к посёлку рудника имени Ленина.